# Judith Heumann

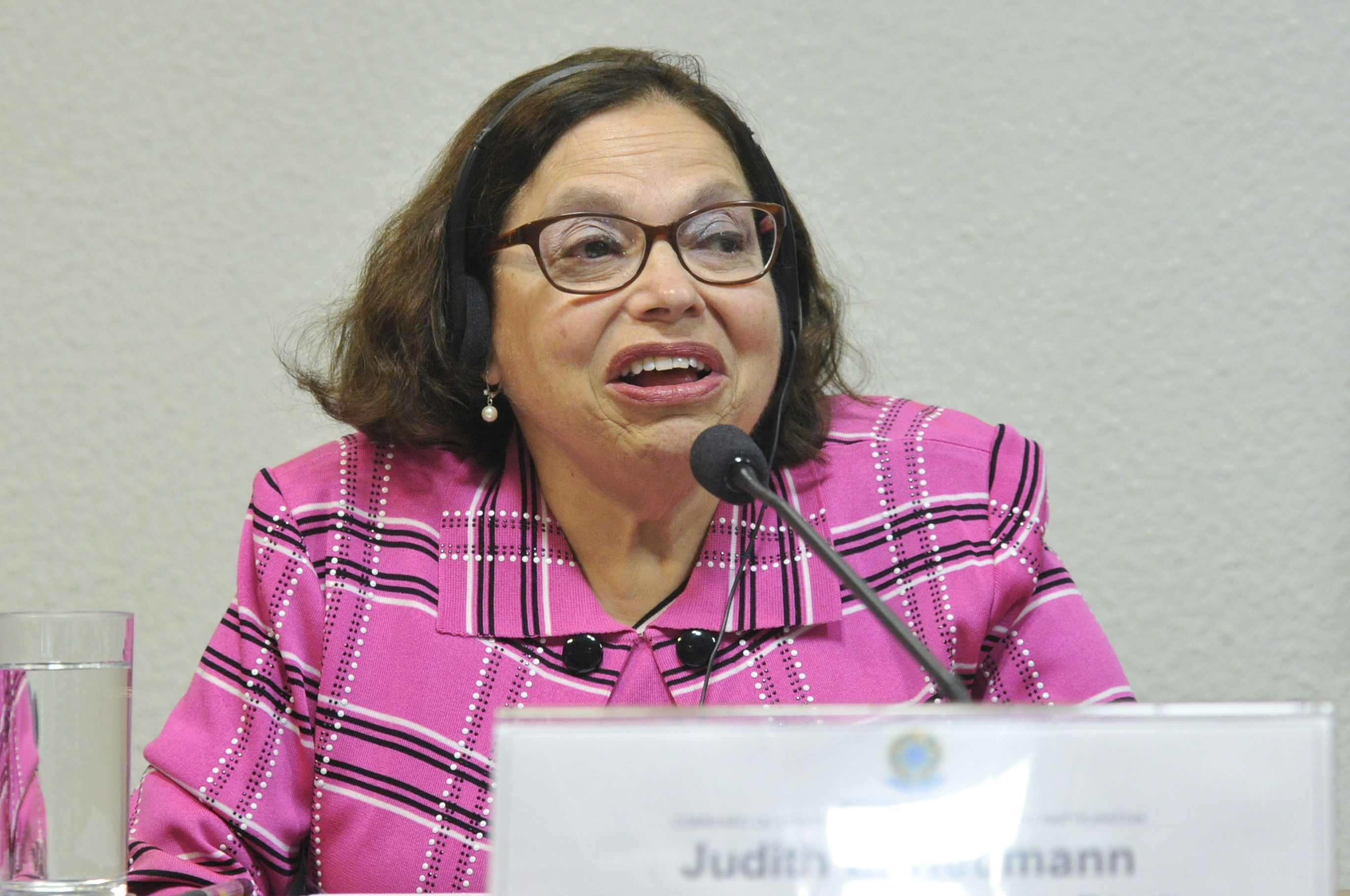
Judith Heumann (2015)

Judith Ellen Heumann, auch Judy Heumann (* 18. Dezember 1947 in New York; † 4. März 2023 in Washington, D.C.), war eine US-amerikanische Aktivistin für Behindertenrechte. Ihre Arbeit mit Regierungen und Nichtregierungsorganisationen (NGOs), gemeinnützigen Organisationen und verschiedenen anderen Interessengruppen für Behinderte leistete seit den 1970er Jahren bedeutende Beiträge zur Entwicklung von Menschenrechtsgesetzen zugunsten von Kindern und Erwachsenen mit Behinderungen. Durch ihre Arbeit in der Weltbank und im amerikanischen Außenministerium führte Heumann das Mainstreaming von Behindertenrechten in die internationale Entwicklungsarbeit ein. Sie trug dazu bei, dass das Independent-Living-Konzept weltweit Beachtung fand.

## Biografie

### Familie, Ausbildung, Beruf
Heumann wurde in Brooklyn als ältestes von drei Kindern von deutsch-jüdischen Eltern geboren. Sie erkrankte im Alter von 18 Monaten an Polio und nutzte seither einen Rollstuhl. Sie und ihre Mutter mussten sich mehrfach bemühen, damit sie die Schule besuchen konnte. Die öffentliche Schule verweigerte ihr unter Brandschutzvorwänden den Eintritt. Stattdessen sollte sie zuhause unterrichtet werden. In der vierten Klasse ging sie in eine Förderschule. Heumanns Mutter übte mit anderen Eltern genug Druck aus, dass sie ab 1961 die örtliche Highschool besuchen konnte.
Heumann besuchte jeden Sommer zwischen 1956 und 1965 das Camp Jened, ein Summer Camp für Kinder mit Behinderungen, in Hunter, New York. Heumanns Erfahrung im Camp brachte ihr ein größeres Bewusstsein für verschiedene Erfahrungen mit Behinderungen. Sie sagte später: „Wir hatten die gleiche Freude zusammen, die gleiche Wut über die Art und Weise, wie wir behandelt wurden, und die gleichen Frustrationen über Chancen, die wir nicht hatten.“ Im Camp Jened lernte sie Bobbi Linn und Freida Tankus kennen, mit denen sie später als Aktivistin für Behindertenrechte zusammenarbeiten würde. Der Dokumentarfilm Sommer der Krüppelbewegung von 2020 (Originaltitel: Crip Camp) zeigt Camper aus dem Camp Jened, darunter Heumann.
Während ihres Sprachtherapie-Studiums an der Long Island University unternahm Heumann erste wichtige Schritte in Richtung Rechte für Menschen mit Behinderungen. Sie organisierte Kundgebungen und Proteste mit anderen Schülern mit und ohne Behinderung und forderte den Zugang zu ihren Klassenzimmern über Rampen und das Recht, in einem Wohnheim zu leben.

Heumann war seit 1992 mit Jorge Pineda verheiratet und lebte in Washington, D.C. Sie erklärte:
„Behinderung wird für mich nur dann zu einer Tragödie, wenn die Gesellschaft nicht die Dinge liefert, die wir brauchen, um unser Leben zu führen – Jobmöglichkeiten oder barrierefreie Gebäude zum Beispiel. Es ist für mich keine Tragödie, dass ich im Rollstuhl lebe.“
Judith Heumann starb am 4. März 2023 im Alter von 75 Jahren in Washington, D.C.

#### Heumann v. New York Board of Education
1970 wurde Heumann ihre New Yorker Lehrbefugnis verweigert, weil der Vorstand nicht glaubte, dass sie sich oder ihre Schüler im Brandfall aus dem Gebäude holen könnte. Sie verklagte den Bildungsausschuss wegen Diskriminierung. Nachdem die Richterin dem New Yorker Board of Education empfohlen hatte, seine Entscheidung zu überdenken, und es sehr wahrscheinlich wurde, dass das Board of Education verlieren würde, einigten sie sich außergerichtlich. Heumann unterrichtete als erste Rollstuhlfahrerin in New York City drei Jahre lang in einer Grundschule.

### Aktivismus

#### Disabled in Action
Gemeinsam mit Freunden gründete Heumann Disabled in Action (DIA), eine Organisation, die sich darauf konzentrierte, den Schutz von Menschen mit Behinderungen nach Bürgerrechtsgesetzen zu gewährleisten. Präsident Richard Nixon legte im Oktober 1972 und im März 1973 Veto gegen frühere Versionen des Rehabilitation Act of 1973 ein. 1972 demonstrierte DIA in New York mit einem Sitzstreik gegen eines der Vetos. Unter der Führung von Heumann veranstalteten 80 Aktivisten ein Sit-In in der Madison Avenue und brachten den Verkehr der Stadt zum Erliegen.

#### Center for Independent Living
Ed Roberts bat Judy 1974, nach Kalifornien zu ziehen, um für das Center for Independent Living zu arbeiten, wo sie bis 1982 als stellvertretende Direktorin fungierte. Sie war eine frühe Anhängerin der Independent Living-Bewegung, die sich dafür einsetzt, dass Menschen mit Behinderungen selbstbestimmt leben können.

#### 504 Sit-In
Joseph A. Califano, US-amerikanischer Minister für Gesundheit, Bildung und Soziales, hatte sich geweigert, bedeutende Verordnungen für Section 504 des Rehabilitation Act of 1973 zu unterzeichnen, das der erste US-amerikanische Bürgerrechtsschutz für Menschen mit Behinderungen war. Nach einem Ultimatum und einer Frist fanden am 5. April 1977 in zehn US-Städten Demonstrationen statt, darunter der Beginn des 504 Sit-Ins im Büro des US-amerikanischen Ministeriums für Gesundheit, Bildung und Soziales in San Francisco. Dieses von Heumann geleitete und von Kitty Cone organisierte Sit-In dauerte bis zum 4. Mai 1977, insgesamt 28 Tage. Mehr als 150 Personen weigerten sich zu gehen. Es ist das bislang längste Sit-In in einem Bundesgebäude. Joseph Califano unterzeichnete am 28. April 1977 Section 504.

### Politische Arbeit
Heumann war von 1993 bis 2001 in der Clinton-Regierung als Staatssekretärin im Amt für Sonderpädagogik und Rehabilitationsdienste (Assistant Secretary of Education for Special Education and Rehabilitative Services) des US-Bildungsministeriums tätig.

#### Weltbank
Von 2002 bis 2006 war Heumann die erste Beraterin der Weltbankgruppe für Behinderung und Entwicklung. Sie leitete die Arbeit der Weltbank im Bereich Behinderung und arbeitete daran, das Wissen und die Fähigkeiten der Bank zu erweitern, mit Regierungen und der Gesellschaft zusammenzuarbeiten, um Behinderung in die Bankdiskussionen mit einzubeziehen. Sie unterstützte Kundenländer bei der Verbesserung von Strategien, Programmen und Projekten, die es Menschen mit Behinderungen auf der ganzen Welt ermöglichen, im wirtschaftlichen und sozialen Mainstream ihrer Gemeinden zu leben und zu arbeiten. Heumann war leitende Beraterin der Globalen Partnerschaft für Behinderung und Entwicklung.

#### Behinderten-Sonderberaterin

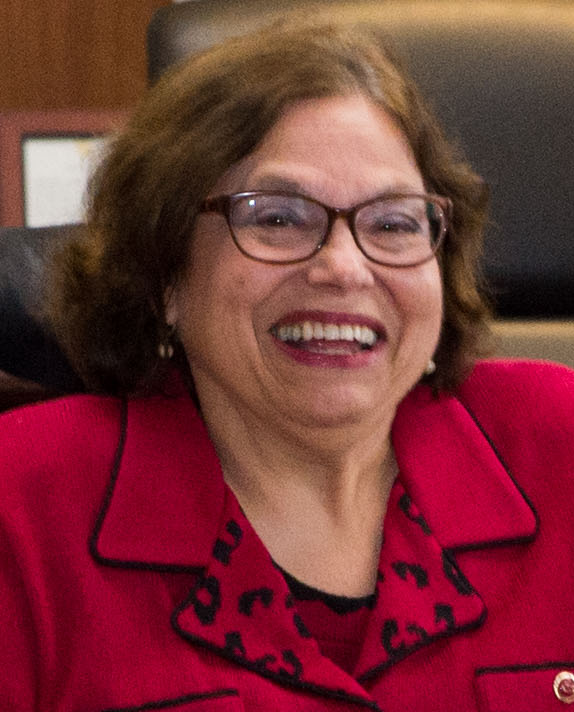
Heumann als Beraterin (2014)

Von 2010 bis 2017 war Heumann, ernannt von Präsident Obama, erste Sonderberaterin für internationale Behindertenrechte für das US-Außenministerium. Die Stelle wurde unter Donald Trump abgeschafft, unter Joseph R. Biden aber wieder hergestellt und mit Sara Minkara besetzt.
Von September 2017 bis April 2019 war sie Senior Fellow und Beraterin bei der Ford Foundation. 2020 veröffentlichte Heumann ihre Memoiren unter dem Titel Being Heumann: An Unrepentant Memoir of a Disability Rights Activist (Heumann sein: Die reuelosen Memoiren einer Aktivistin für die Rechte von Menschen mit Behinderungen).

## Ehrungen
- Henry B. Betts-Preis vom Rehabilitation Institute of Chicago
- Distinguished Service Award von NARRTC
- 2018: President’s Award der Society for Disability Studies
- 2017: Internationaler Rat für Behinderungen der USA: Dole-Harkin Award
- 2017: InterAction Disability Inclusion Award
- 2018: Frauen-Caucus-Preis des Nationalen Rates für unabhängiges Leben
- 2019: Lurie-Institut für Behindertenpolitik
- 2022: BBC 100 Women[12]